# Mare of Easttown
Mare of Easttown is een Amerikaanse miniserie uit 2021. De zevendelige misdaadreeks werd geschreven door Brad Ingelsby en geregisseerd door Craig Zobel. De hoofdrol wordt vertolkt door Kate Winslet.

## Verhaal
Mare Sheehan is een politierechercheur in het stadje Easttown (Pennsylvania). Terwijl de harde, cynische agente en alleenstaande moeder met allerlei privéproblemen worstelt, probeert ze samen met rechercheur Colin Zabel een moordzaak op te lossen.

## Rolverdeling
| Acteur                | Personage                         |
| --------------------- | --------------------------------- |
| Kate Winslet          | brigadier Marianne "Mare" Sheehan |
| Julianne Nicholson    | Lori Ross                         |
| Jean Smart            | Helen Fahey                       |
| Angourie Rice         | Siobhan Sheehan                   |
| David Denman          | Frank Sheehan                     |
| Neal Huff             | priester Dan Hastings             |
| Guy Pearce            | Richard Ryan                      |
| Cailee Spaeny         | Erin McMenamin                    |
| John Douglas Thompson | commissaris Carter                |
| Joe Tippett           | John Ross                         |
| Evan Peters           | rechercheur Colin Zabel           |
| Sosie Bacon           | Carrie Layden                     |
| James McArdle         | diaken Mark Burton                |

## Productie
De miniserie werd geschreven door Brad Ingelsby. In januari 2019 werd aangekondigd dat Gavin O'Connor de reeks zou regisseren, met Kate Winslet als hoofdrolspeelster. In september 2019 werd de cast uitgebreid met onder meer Julianne Nicholson, Jean Smart, Angourie Rice en Evan Peters. Een maand later werden onder meer John Douglas Thompson, Patrick Murney, James McArdle en Neal Huff aan het project toegevoegd. In februari 2021 raakte de casting van Guy Pearce bekend. Winslet en Pearce werkten eerder ook al samen aan de HBO-miniserie Mildred Pierce (2011), waarvoor ze beiden bekroond werden met een Emmy Award.
In januari 2020 haakte O'Connor af en werd hij vervangen door Craig Zobel. O'Connor bleef wel als uitvoerend producent bij de serie betrokken. De opnames gingen in het najaar van 2019 van start in en rond Philadelphia (Pennsylvania). De productie werd in de loop van 2020 tijdelijk stopgezet vanwege de coronapandemie. In het najaar van 2020 werden de opnames voortgezet.
De serie ging op 18 april 2021 in première op HBO.

## Afleveringen
| Afl. | Titel                  | Regie       | Scenario      | Première      |
| 1    | Miss Lady Hawk Herself | Craig Zobel | Brad Ingelsby | 18 april 2021 |
| 2    | Fathers                | Craig Zobel | Brad Ingelsby | 25 april 2021 |
| 3    | Enter Number Two       | Craig Zobel | Brad Ingelsby | 2 mei 2021    |
| 4    | Poor Sisyphus          | Craig Zobel | Brad Ingelsby | 9 mei 2021    |
| 5    | Illusions              | Craig Zobel | Brad Ingelsby | 16 mei 2021   |
| 6    | Sore Must Be the Storm | Craig Zobel | Brad Ingelsby | 23 mei 2021   |
| 7    | Sacrament              | Craig Zobel | Brad Ingelsby | 30 mei 2021   |